# Julius von Hann

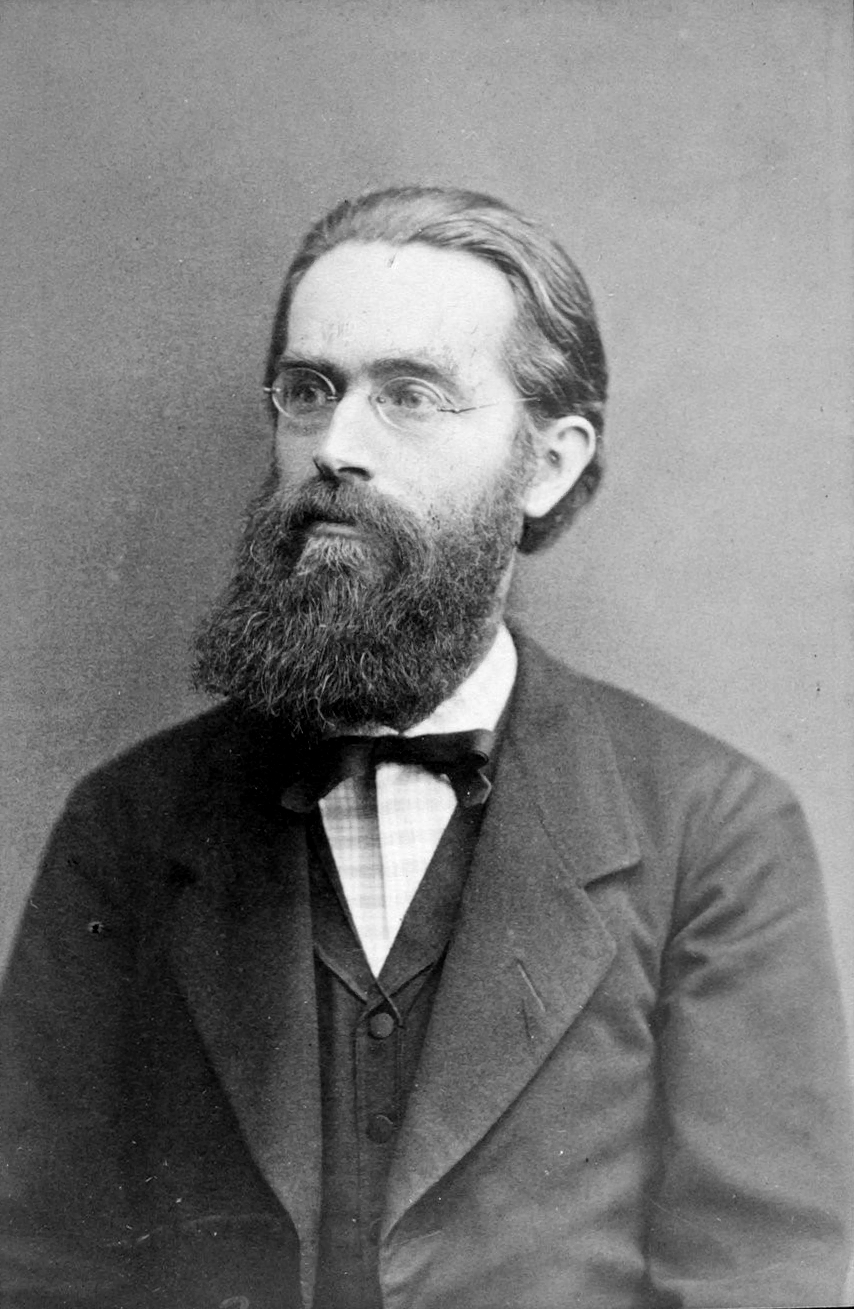
Julius von Hann

Julius von Hann (Schloss Haus in Wartberg ob der Aist (Oberösterreich), 23 maart 1839 - Wenen, 1 oktober 1921), hoogleraar te Wenen, was een meteorologisch onderzoeker. In 1893 werd hij geëerd met de eerste Buys Ballotmedaille.
Hann zag weinig nut in meteorologische voorspellingen. Met zijn leerlingen vormde hij de 'Oostenrijkse School', de eerste belangrijke groep meteorologische onderzoekers. Sommige van hun onderzoeksresultaten waren van blijvende betekenis, maar zij gebruikten deze resultaten niet voor het ontwikkelen van verwachtingsmethoden. 
Omdat weersverwachtingen, die destijds berustten op het analyseren en interpreteren van weerkaarten, niet altijd goede resultaten opleverden, beschouwden de leden van de Oostenrijkse School het uitgeven van weersverwachtingen als "eine Sache für Romantiker bei der man sich blamiert" (Gustav Hellmann), en ook als "immoreel en schadelijk voor het karakter van de meteoroloog" (Max Margules). 
Von Hann zelf was bekend om zijn volledige kennis van wat er omtrent de meteorologie en de klimatologie in zijn tijd bekend was. Veel van deze kennis heeft hij vastgelegd in omvangrijke handboeken die grote bekendheid kregen. Het 'Lehrbuch der Meteorologie', waarvan nog tot na de Tweede Wereldoorlog bewerkingen zijn verschenen, werd door Edward Lorenz nog in 1976 genoemd als "one of the most comprehensive meteorological treatises yet produced". 